# Popov Patrik
Popov Patrik (Budapest, 1997. október 12. –) magyar labdarúgó, jelenleg a Dabas csatára. 2015-ben részt vett az új-zálandi U20-as labdarúgó-világbajnokságon.

## Pályafutása
Popov Patrik a Ferencvárosi TC saját nevelésű játékosa. A 2014–2015-ös szezonban az NB I-ben is szerepet kapott, a PMFC elleni bajnokin mutatkozott be az élvonalban, 18 évesen. A 2015-16-os idényben az FTC második csapatának tagjaként 29 NB III-as bajnokin lépett pályára, és 17 találatig jutott, amivel második helyen végzett a Nyugati csoport góllövőlistáján.
2017 januárjában a másodosztályú Soroksár SC-hez került kölcsönbe. 2018 nyarán a Soroksár végleg szerződtette. A klubnál töltött időszaka alatt többször szenvedett sérülést, egy alkalommal keresztszalag-szakadás miatt hagyott ki több hónapot. 2019 februárjában távozott a csapattól. Ezt követően a Budapest-bajnokság I. osztályában szereplő REAC játékosa lett. 2019 nyarán a harmadosztályú Dabas szerződtette.

## Sikerei, díjai
- Ferencvárosi TC
  - Magyar bajnok (1): 2016
  - Magyar kupagyőztes (1): 2016